# 丹羽喬
丹羽 喬（にわ たかし、1930年5月24日 - ）は、日本の牧師、神学校教師。日本同盟基督教団正教師、恋が窪キリスト教会牧師。
金沢大学、カナダ・メノナイト神学校を卒業。慶應義塾大学大学院修士課程を修了。東京基督教大学兼任講師、監事を勤める。

## 著書
- 「エベン・エゼル」